# Chakkenahalli, Sira
Chakkenahalli là một làng thuộc tehsil Sira, huyện Tumkur, bang Karnataka, Ấn Độ.